# زورو يمتطي مرة أخرى
زورو يمتطي مرة أخرى (بالإنجليزية: Zorro Rides Again)‏ هو مسلسل سينمائي مكون من 12 فصلاً من إنتاج شركة ريبوبليك بيكتشرز. كان الثامن من بين ستة وستين مسلسلًا من إنتاج ريبوبليك، والثالث بموضوع غربي (ثلث مسلسلات ريبوبليك كانت غربية) والأخير تم إنتاجه عام 1937. أخرج المسلسل ويليام ويتني وجون إنجليش في أول تعاون بينهما. قام ببطولة المسلسل جون كارول الذي غنى أيضًا أغنية العنوان باعتباره سليلًا حديثًا لزورو الأصلي مع كارول. الحبكة هي قصة غربية قياسية إلى حد ما حول شرير يحاول الاستيلاء بشكل غير قانوني على أرض قيمة (في هذه الحالة سكة حديدية جديدة).. وكان أيضًا الأول في سلسلة مكونة من خمسة مسلسلات زورو، تلتها فيلق زورو القتالي (1939)، وسوط زورو الأسود (1944)، وابن زورو (1947)، وشبح زورو (1949).

## طاقم التمثيل
- جون كارول بدور جيمس فيجا وشخصيته البديلة المقنعة زورو. وعلى الرغم من كونهما نفس الشخصية والممثل، فإن الهوية السرية للشخصية الرئيسية ممتدة إلى شارة البداية حيث يتم ذكر "زورو" و"جيمس فيجا" كشخصيتين منفصلتين.
- هيلين كريستيان بدور جويس أندروز
- ريد هاوز بدور فيليب أندروز
- دنكان رينالدو بدور رينالدو
- نوح بيري الأب بدور جيه إيه مارسدن
- ريتشارد ألكسندر بدور براد "إل لوبو" دايس
- نايجل دي برولييه بدور دون مانويل فيجا
- روبرت كورتمان بدور تريليجر
- جاك إنغرام بدور كارتر
- روجر ويليامز بدور مانينغ
- إدموند كوب بدور لاركن
- مونا ريكو بدور كارميليتا
- توم لندن بدور أوشيا
- هاري سترانج بدور أوبراين
- جيري فرانك بدور دنكان
- لو كيلي بدور المهندس (غير مذكور في القائمة)
- موردوك ماكواري بدور جونز (غير مذكور في القائمة)
- جوزيف سويكارد بدور واتشمان (غير مذكور في القائمة)== المراجع ==

## روابط خارجية
- زورو يمتطي مرة أخرى  في قاعدة بيانات الأفلام على الإنترنت (بالإنجليزية)
- زورو يمتطي مرة أخرى متوفر للتحميل المجاني على أرشيف الإنترنت